# Atla (Saaremaa)
Atla (Duits: Attel) is een plaats in de Estlandse gemeente Saaremaa, provincie Saaremaa. De plaats heeft de status van dorp (Estisch: küla).
Tot in december 2014 behoorde Atla tot de gemeente Lümanda, tot in oktober 2017 tot de gemeente Lääne-Saare en sindsdien tot de fusiegemeente Saaremaa.

## Bevolking
Het dorp had 10 inwoners op 31 december 2011 en 31 inwoners op 31 december 2021.

## Ligging
De plaats ligt aan de Baai van Atla (Estisch: Atla laht) aan de westkust van het eiland Saaremaa en heeft een haven. Bij Atla hoort een groepje onbewoonde eilandjes, waarvan Loonalaid met 1,1 km² het grootste is. Atla ligt in het Nationale park Vilsandi.

## Geschiedenis
Atla werd voor het eerst genoemd in 1453 onder de naam Attell. Atla viel onder de (lutherse) parochie van Kihelkonna. In 1750 werd op braakliggende grond bij het dorp een landgoed Atla gesticht, dat toebehoorde aan de Russische staat. Tussen 1900 en de onteigening in 1919 verkocht de staat al grote stukken grond aan particulieren.

## Geboren in Atla
- Peeter Süda, componist en organist

## Foto's

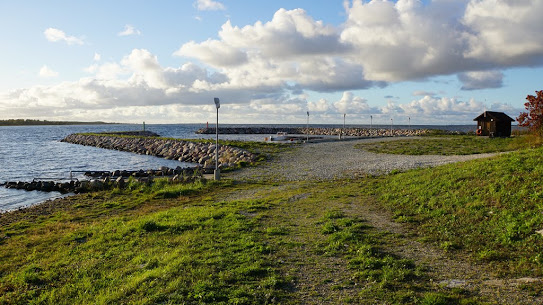
De haven van Atla
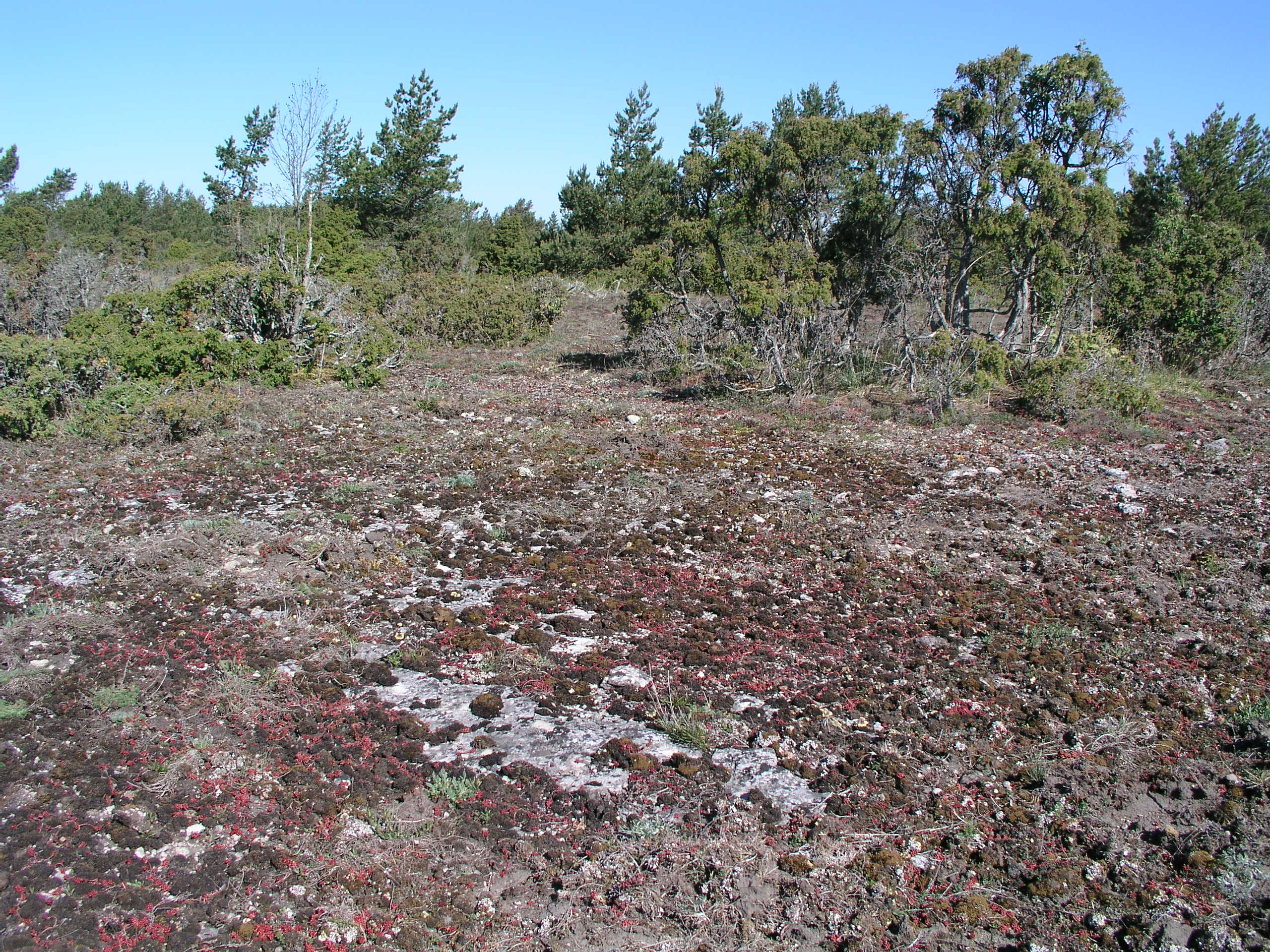
Karstlandschap bij Atla
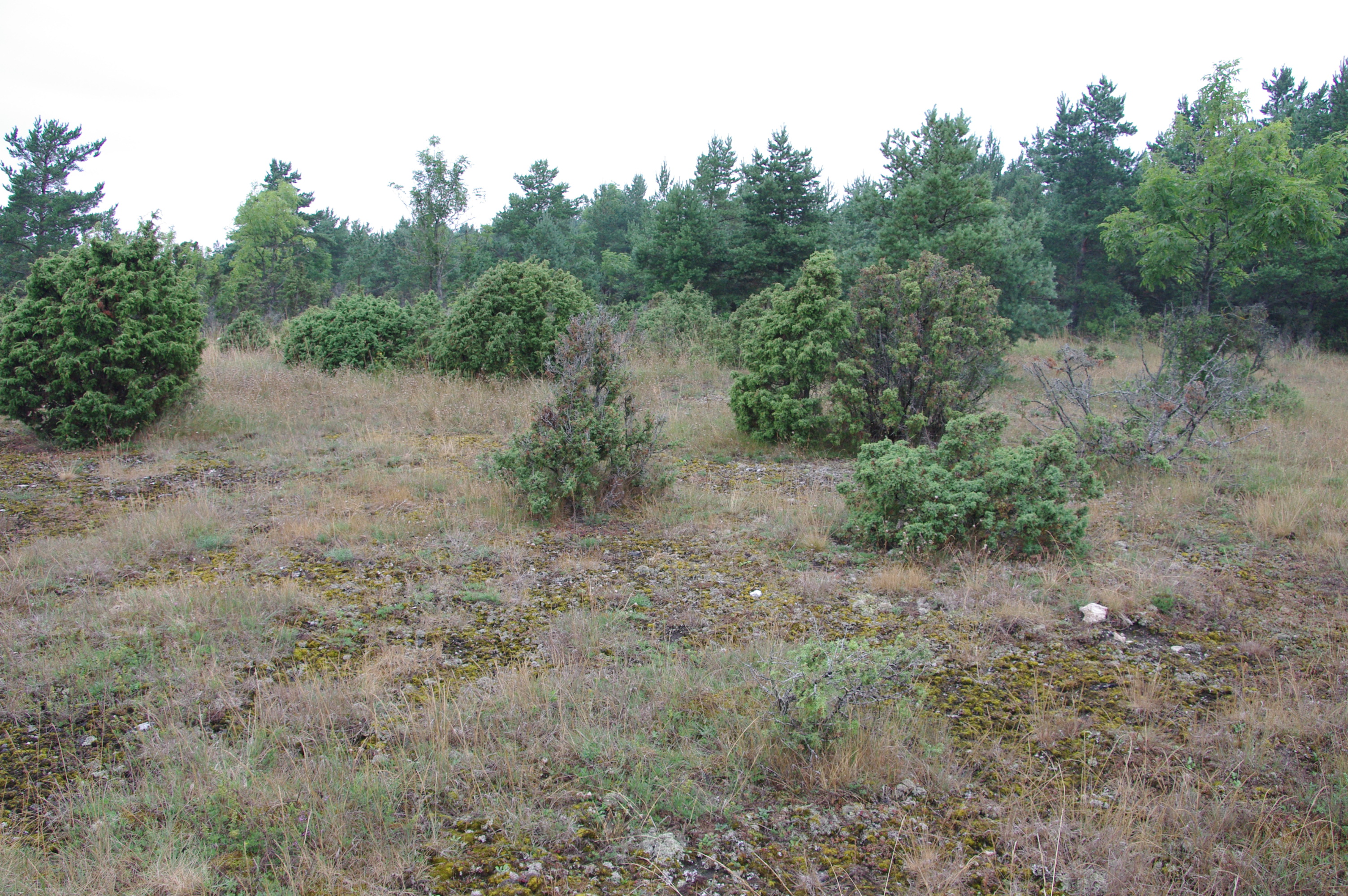
Karstlandschap bij Atla